# Sokrates död
För andra betydelser, se Sokrates död (olika betydelser).
Sokrates död är en roman av Lars Gyllensten, utgiven 1960.

## Handling
Handlingen utspelar sig under Sokrates sista dygn då skeppet från Delos återvänder till Aten och upphäver den frist som alla dödsdömda åtnjuter under den årligen återkommande seglatsen. Det är emellertid inte Sokrates själv som står i centrum för handlingen utan hans omgivning, främst dottern Aspasia och hustrun Xantippa.
Romanen rymmer en kritik mot Sokrates beslut att dö för sina övertygelser. Den ställer hans maktlystnad och strävan efter ära mot familjens önskan om ett stilla och enkelt liv.